# Церковь Михаила Архангела с Городца (Псков)
Церковь Михаила и Гавриила Архангелов с Городца — православный храм в Пскове. Памятник истории и культуры федерального значения XIV—XVIII веков. Находится в Среднем городе.

## Описание
Храм сооружён из известняковой плиты, обмазан и побелён. Размеры (согласно Окуличу-Казарину): длина церкви 10 с. 2 арш., наибольшая ширина 12 с. 1 арш., высота — 4 саж. 2 арш. Северный придел во имя Положения Пояса Богородицы, южный упразднён неизвестно когда.

## История
- Основана в 1339 году, согласно надписи на находящейся в церкви плите[2].
- Являлась административным центром Городецкого конца Пскова[3].
- «В лето 7121 (1613) месяца ноемврия в 8 день, на собор архистратига Михаила и прочих небесных сил безплотных освящен алтарь Господа Бога и Спаса Нашего Иисуса Христа и церковь во имя его архистратига Михаила…»
- «в лето 7202 (1694) и 7203 (1695) году, при державе благоверных царех и великих князях Иоанне Алексеевиче Петре Алексеевиче всея Великие и Малыя и Белый России самодержцехъ и при святейшем кир Андриане архиепископе Московском и всея России и всех северных стран патриархе, а по благословению преосвященнаго Илариона, митрополита Псковскаго и Изборскаго, построена та жъ церковь архистратига Михаила вновь, внутрь и около обветшавыя места, и своды верхние, и глава железная лужёна, и на главе крест золоченый из церковных доходов тое жь церкви прихожан Пскович посадских людей Никифора Иванова сына Ямского и старосты Гавриила Свечнина».
- В 1863 году подновлён иконостас главного храма.
- В начале XX века была полковою церковью Енисейского пехотного полка.
- С 1925 году церковь — главный храм сторонников патриаршей православной церкви (Троицкий собор к тому времени был занят обновленцами). В 1929 году она была переосвящена в кафедральный собор Архистратига Михаила.
- 5 июля 1936 году кафедральный собор Арх. Михаила закрыт, а само здание церкви передано музею.
- Во время оккупации храм открыт представителями Псковской Православной миссии.
- В 1946—1948 годах проведена реставрация церкви, во время которой частично удалены пристройки XIX века.
- 1960 год. Постановлением Совета Министров РСФСР № 1327 от 30 августа храм взят под охрану государства, как памятник республиканского значения.
- 1995 год. Возвращен Русской православной церкви.

## Правовое положение
Решением 43-й сессии комитета всемирного наследия ЮНЕСКО 7 июля 2019 года внесён в список всемирного наследия ЮНЕСКО (в списке храмов псковской архитектурной школы).

## Галерея
- Колокольня
- Арка колокольни
- Интерьер церкви
- Интерьер церкви